# Ókori indiai kertek
Az ókori indiai kertek kialakításánál a buddhizmus természetesen meghatározó szerepet kapott.
A kert felfogása Buddha tanítása szerint alakult ki, mely szerint az egy önmagában álló csoda, amely arra szolgál, hogy lehetőség adassék a magányos szemlélődésre, az önmagamon kívüli és önmagamba való visszavonulásra.
Ezek szerint az igazi boldogság a nyugalomban, a mozdulatlanságban és elmerengelődésben van.
Az ókori indiai kertek kialakítása átmenetet képez az Indiától nyugatra nyugati kertek és a keleti kertek között.
Aki a kertben lelte halálát, azt az uralkodó szentté avatta.

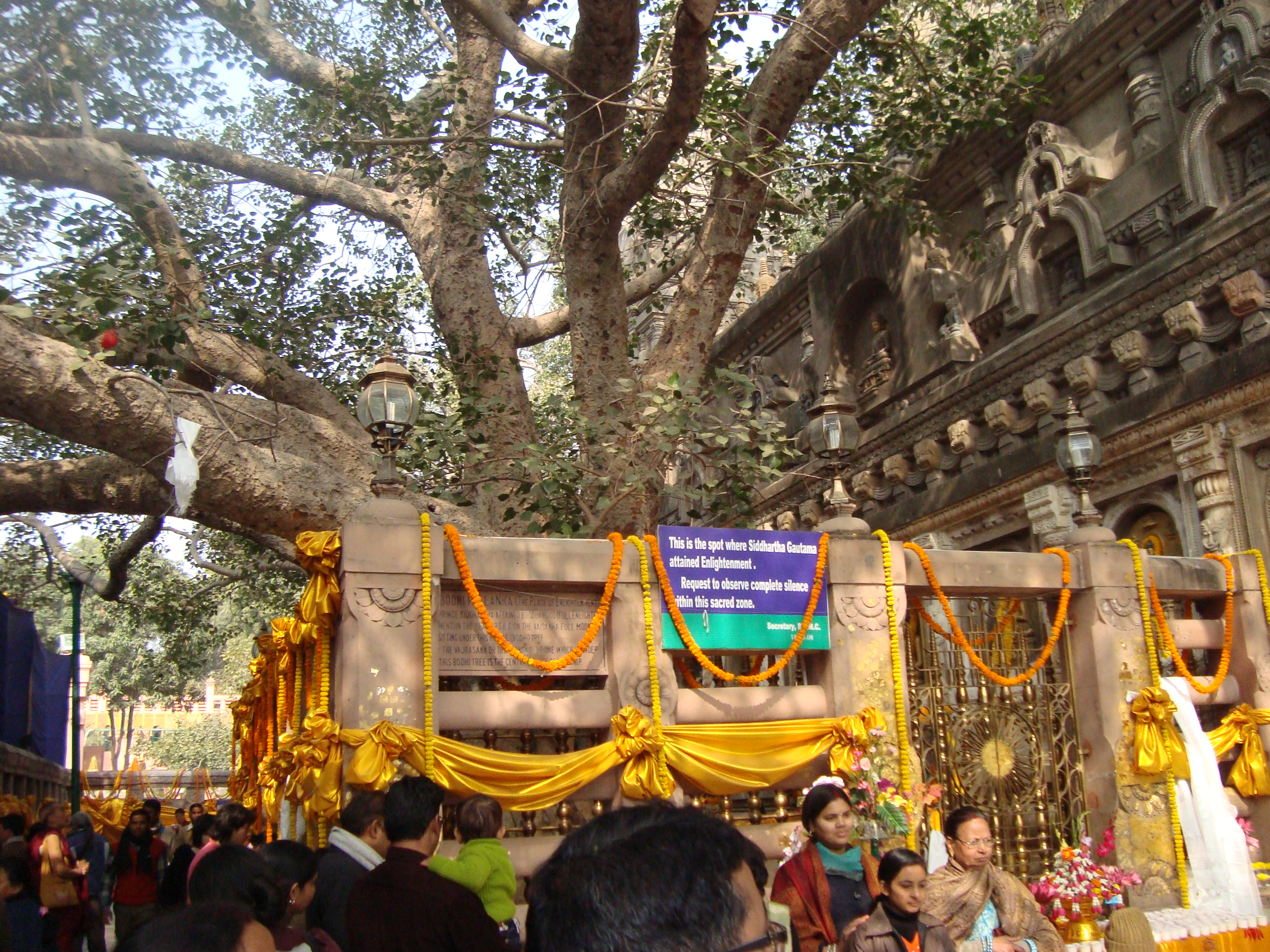
Bódhifa, ahol Buddha megvilágosodott

## Általános jellemzőjük
Az uralkodók építették palotáik mellé hatalmas kertjeiket, ami a város vagy település középpontjában helyezkedett el.
Nyitott kertnek számított, mert oda bárki beléphetett, akit az uralkodó maharadzsa vagy  rádzsa, arra érdemesnek tartott.
8-10 m magas kapuval rendelkezett, ahonnan márvány úton lehetett a palotát megközelíteni.
A palota mellett hatalmas kanyargós folyókat, patakokat létesítettek, ami itt az emberi lét mozgatóerejét jelképezi.
Jellemzően koros fákat, főleg egzotikus fajokat ültettek.

## Felhasznált fajok
- szobafikusz Ficus elastica
- kislevelű fikusz Ficus benjamina
- japán liliomfa (Magnolia kobus)
- Magnolia magnificans
- Laurocerassus arbicola
- fás bazsarózsa (Paeonis sufruticosa), amit nemcsak felhasználtak, hanem szent növényüknek is tekintették.
- krizantém Chrysanthemum

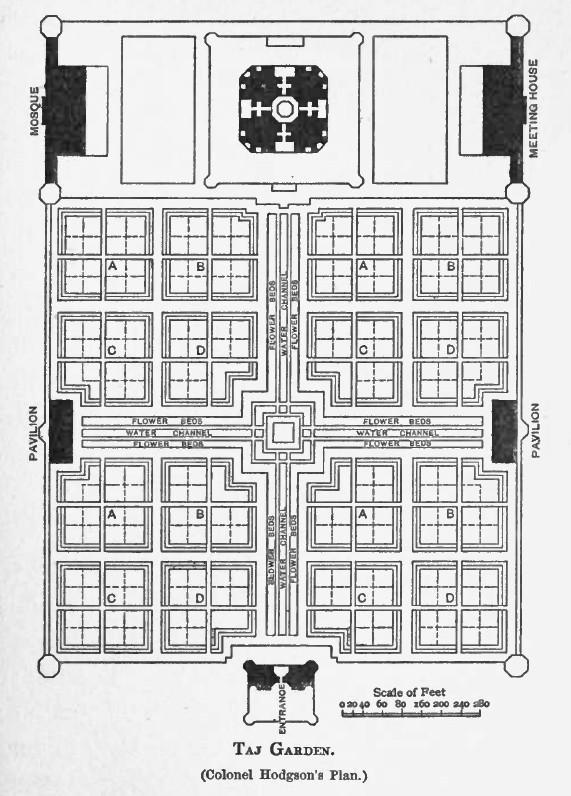
A Tádzs Mahal kertjének rajza
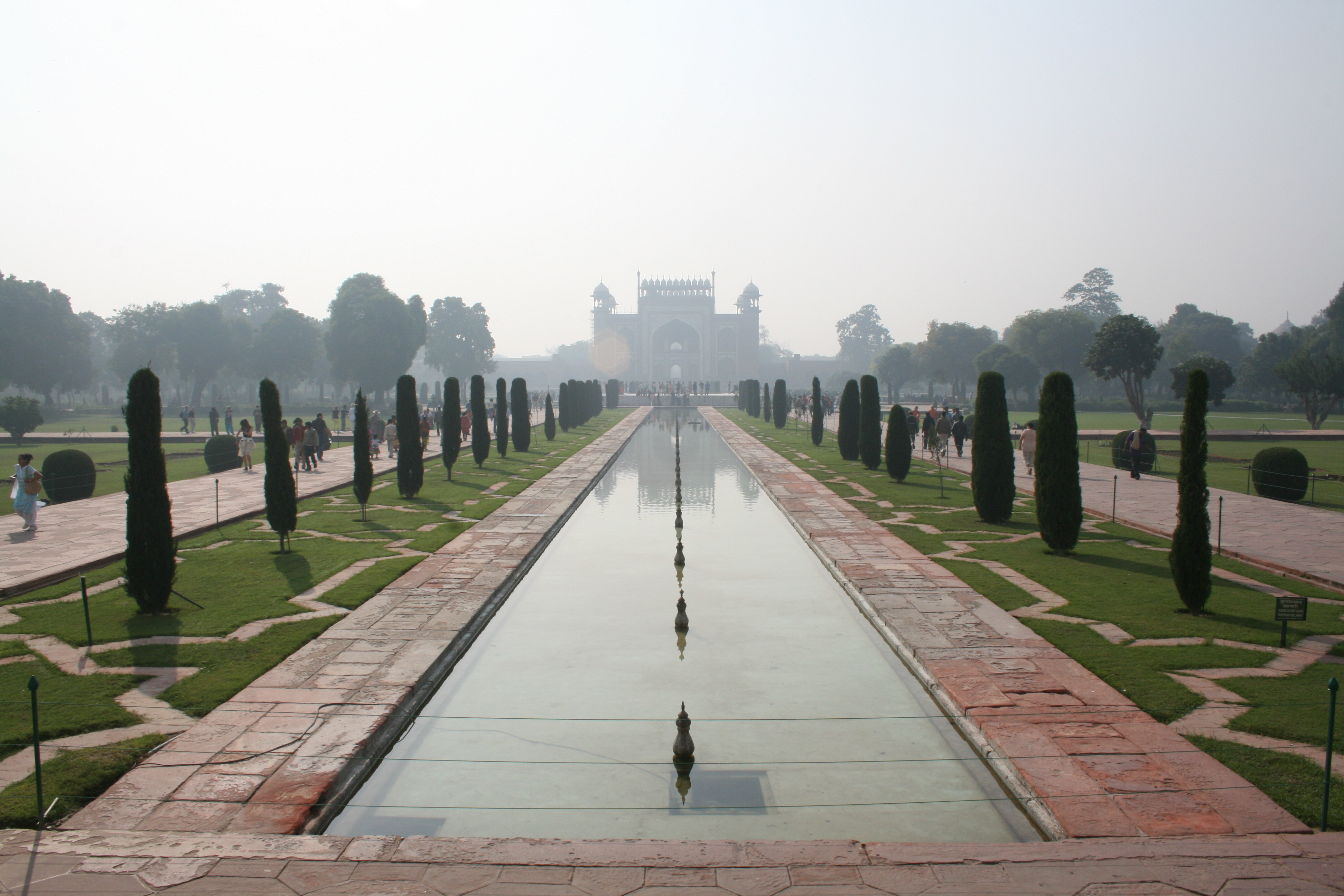
Tádzs Mahal kertje-Agra
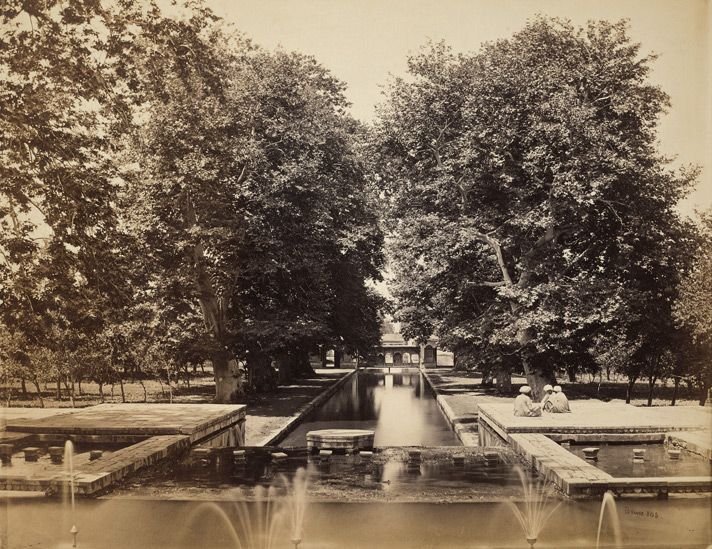
Salimár-kertek, Kasmír
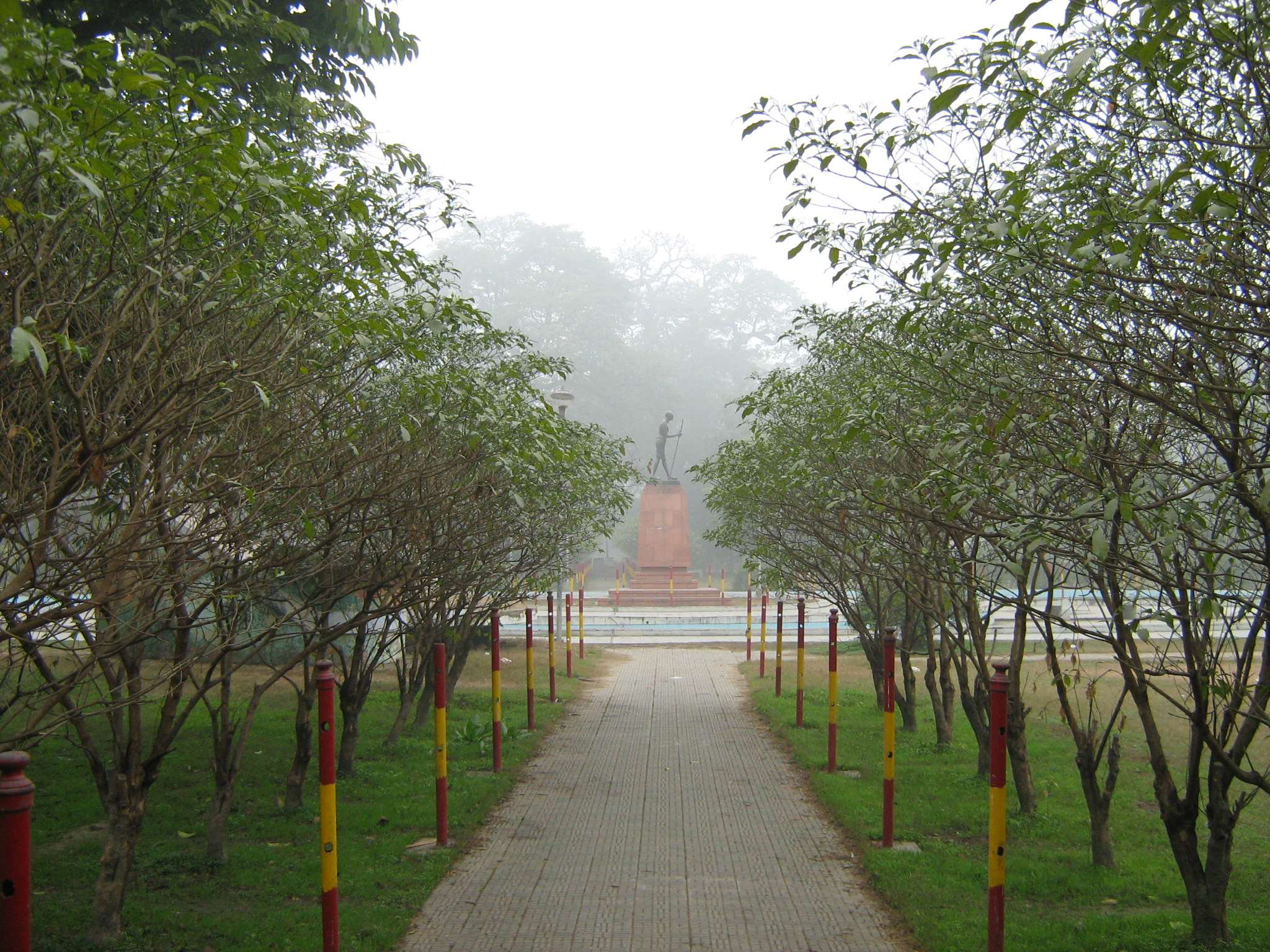
Randzsith Szingh kert, Amritszár
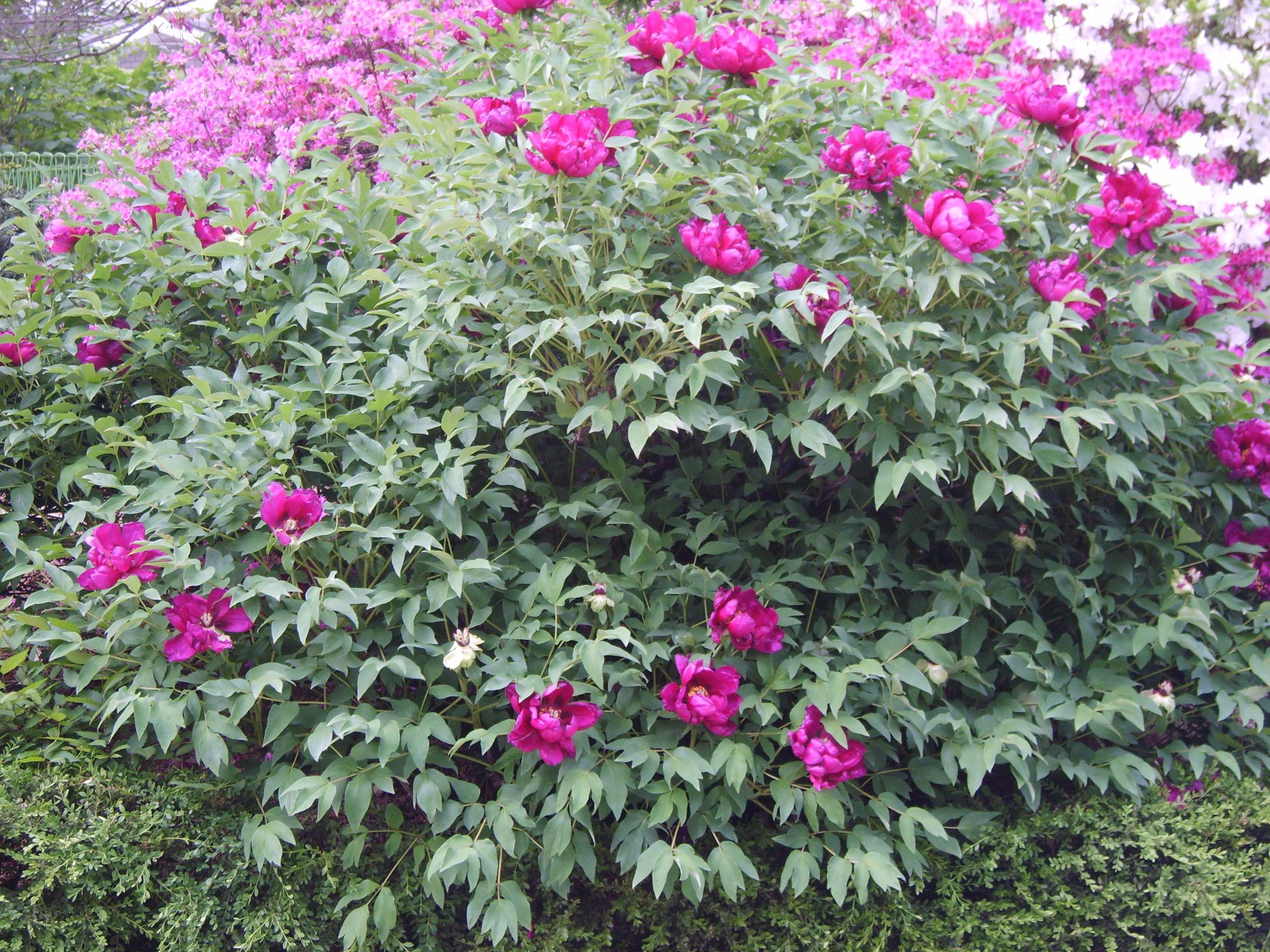
Fás bazsarózsa bokor
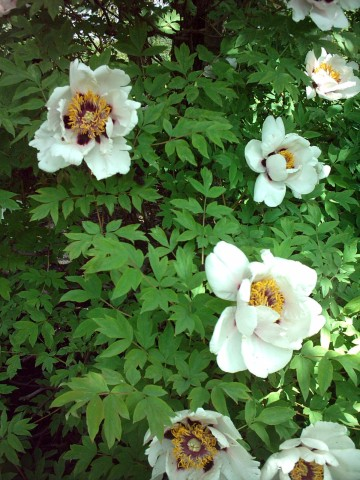
Fás bazsarózsa virágai
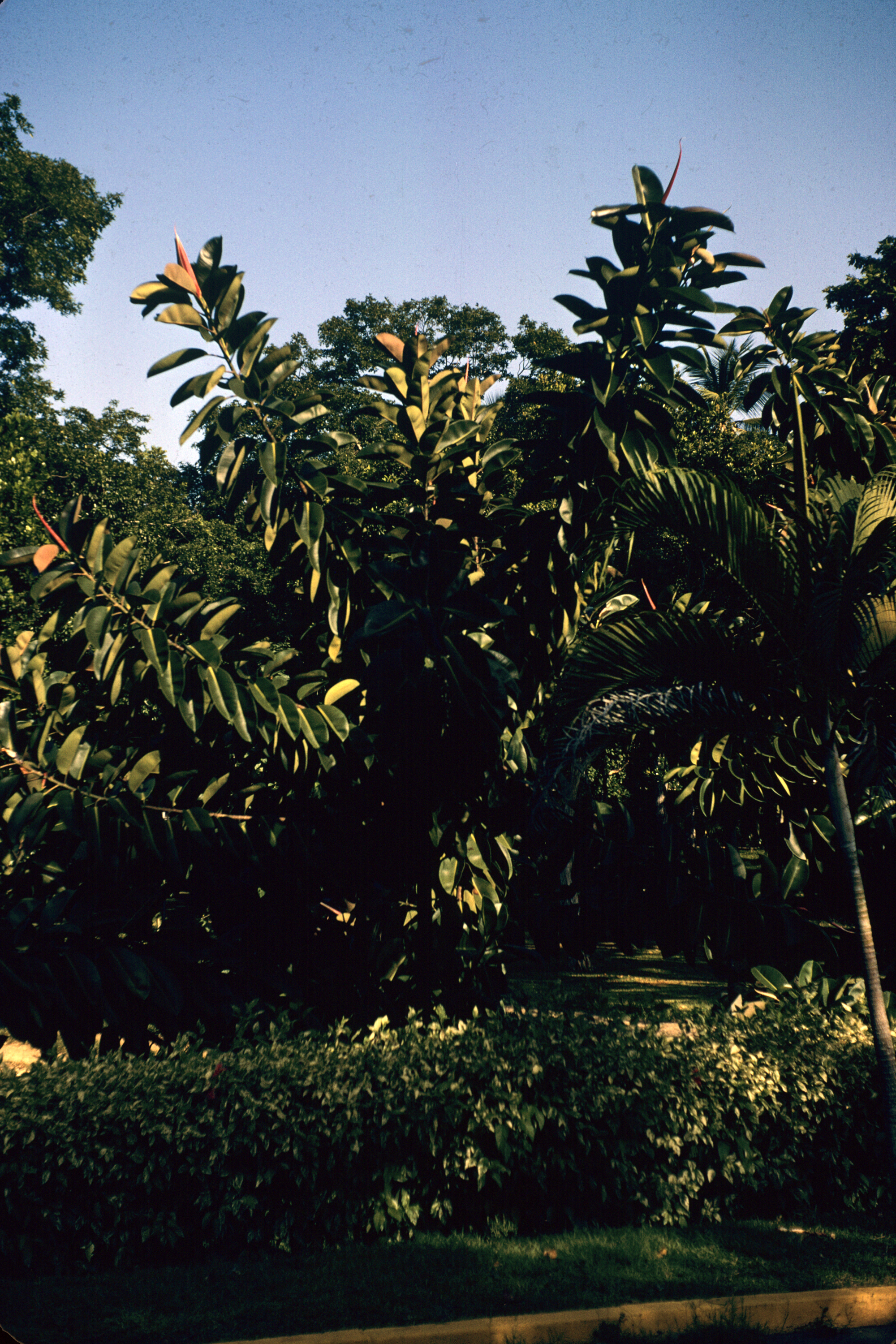
Ficus elastica trópusi kertben
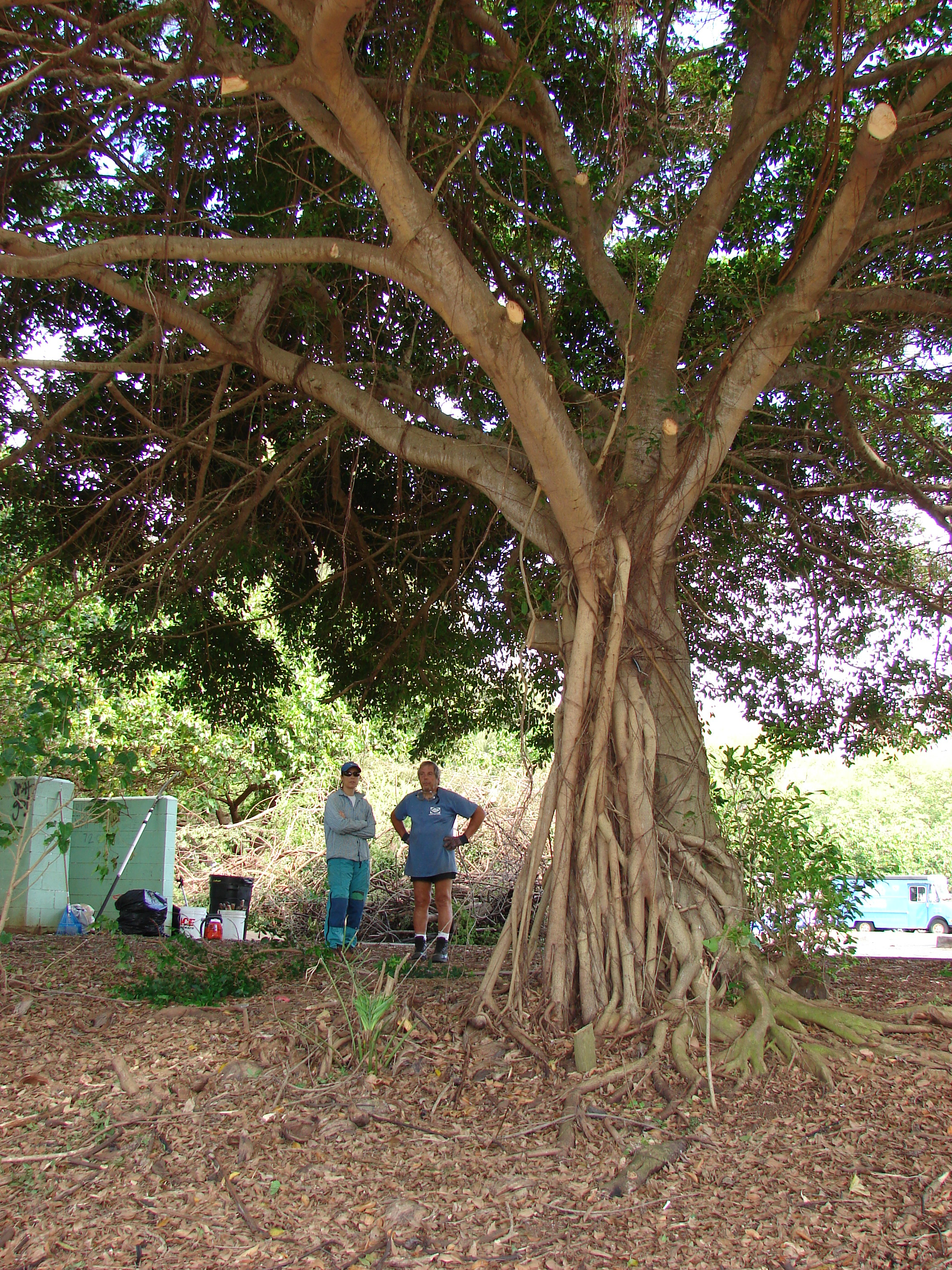
Ficus benjamina a trópusokon fává nő